# CCTV-9
CCTV-9 (中国中央电视台纪录频道S)  è uno dei 22 canali televisivi di China Central Television, la televisione pubblica della Repubblica Popolare Cinese. Il canale trasmette documentari in cinese mandarino. Ha condiviso il nome con il canale di documentari in lingua inglese di CCTV fino al 31 dicembre 2016, quando quest'ultimo è stato ribattezzato CGTN Documentary.